# Velka (Drava, Košenjak)
za istoimenska vodotoka - desni pritok Drave glej Velka (Drava, Pohorje) in za pritok Pesnice Velka (Pesnica)
Vélka (starejše ime Velčki potok) je levi pritok Drave s Košenjaka. Izvira visoko na vzhodnem pobočju pod najvišjim vrhom in teče po ozki grapi proti jugovzhodu in jugu ter se pod vasjo Velka izliva v Dravo. Celotna dolina je v metamorfnih kamninah (v zgornjem delu večinoma blestnik, v spodnjem kloritno-amfibolov skrilavec), v katerih so eksogeni procesi izoblikovali strma pobočja, razrezana z ozkimi in strmimi grapami.
Dolina Velke (tudi Velški jarek) je ozka grapa z malo ravnega sveta v dolinskem dnu in večinoma pod gozdom; nekaj malega ravnega sveta je le v srednjem toku in tu je tudi nekaj samotnih domačij, ki pripadajo naselju Kozji Vrh nad Dravogradom.
V glavno dolino se z obeh strani stekajo številne kratke in strme grape, v celoti poraščene z gozdom. Ob izstopu v Dravsko dolino je potok nasul majhen, a izrazit vršaj, na katerem stoji manjša vas Vrata. Po dolini navzgor vodi lokalna cesta, ki povezuje tudi bližnje samotne kmetije na pobočjih.
V preteklosti je v dolini in ob izlivu potoka v Dravo delovalo več žag in mlinov.